# Retiflustra reticulum
Retiflustra reticulum är en mossdjursart som först beskrevs av Walter Douglas Hincks 1882.  Retiflustra reticulum ingår i släktet Retiflustra och familjen Flustridae. Inga underarter finns listade i Catalogue of Life.